# Заслуженный юрист РСФСР
Заслуженный юрист РСФСР — государственная награда РСФСР, почётное звание РСФСР.
Присваивалось Президиумом Верховного Совета РСФСР и являлось одной из форм признания государством и обществом заслуг высокопрофессиональных юристов. Лицам, удостоенным почётного звания Заслуженного юриста РСФСР вручались грамоты Президиума Верховного Совета РСФСР и соответствующий нагрудный знак.
Почётное звание было установлено 20 июня 1966 г. Указом Президиума Верховного Совета РСФСР. Присваивалось до переименования РСФСР в Российскую Федерацию в конце 1991 —  середине 1992 года. В связи с изменением названия государства заменено соответствующим почётным званием Российской Федерации (см.: Заслуженный юрист Российской Федерации).

## См. Также
- Категория:Заслуженные юристы РСФСР
- Заслуженный юрист в СНГ